# Glambecker See
Der Glambecker See, von den Einheimischen auch Glammi genannt, ist einer der Stadtseen von Neustrelitz im Landkreis Mecklenburgische Seenplatte im Land Mecklenburg-Vorpommern. Der Natursee ist 12,95 ha groß, bis zu 28,09 m tief. Er wurde mit einer Tiefenbelüftungsanlage ausgestattet.

## Geologie und Hydrologie
Der See ist geologisch gesehen ein typischer, in einem Sandgebiet gelegener Kesselsee, der an seiner Südseite durch Quellen gespeist wird. Er hat keinen oberirdischen und keinen verrohrten Abfluss, wird aber wie der oberirdisch durch den Kammerkanal zum Woblitzsee entwässerte, benachbarte Zierker See dem Einzugsgebiet der Havel zugerechnet. Ein unterirdischer Abfluss zum Langen See bei Weisdin, wie im Stadtführer von 1965 behauptet, ist physikalisch unmöglich, denn der Wasserspiegel des langen Sees liegt mehr als 5 Meter über dem des Glambecker Sees.

## Gewässernutzung
Der See liegt nahe beim Stadtzentrum von Neustrelitz. Die Badeanstalt an seinem Ufer fungiert als das städtische Freibad. Mit seinem Fischbestand ist er gleichzeitig ein Angelgewässer.

## Gewässername
Der Name weist auf die früher in der Nähe des Sees gelegene Wüstung Glambek hin. Der Ort wird erstmals 1366  als Glambecke erwähnt und erhielt seinen Namen nach dem  häufig vorkommenden Gewässernamen des Sees. Glambeck, bis dahin eine Oberförsterei, fiel um das Kriegsende 1945 einem Brand zum Opfer. Die Glambecker Str. in Neustrelitz erinnert ebenfalls an den Ort. Das Adjektiv glãboky bedeutete „tief“ in der heute als Altpolabisch bezeichneten Sprache der früher hier ansässigen Slawen.

## Geschichte
Wie ein Bild von Wilhelm Riefstahl zeigt, war der See früher von Eichen umgeben. Die Neustrelitzer Hausfrauen nutzten ihn zum Wäschespülen, bis die Stadt eine Wasserleitung erhielt. Zu diesem Zweck befanden sich an seiner Südseite Stege und zum Bleichen der Wäsche die große Stadtbleiche. Die villenartige Umbauung des Sees wurde 1911 geplant, erfolgte aber erst in den zwanziger und dreißiger Jahren des 20. Jahrhunderts. Die heute öffentliche Badeanstalt war früher eine Militärbadeanstalt.
1898 konnte ein aus einem Eichenstamm gefertigter Einbaum aus dem See geborgen werden.